# Charlotte Corday (téléfilm)
Pour les articles homonymes, voir Charlotte Corday (homonymie).
Pour plus de détails, voir Fiche technique et Distribution.
Charlotte Corday est un téléfilm français réalisé par Henri Helman, sorti en 2008.

## Synopsis
Le film retrace les six jours que passa Charlotte Corday entre son départ de de Caen jusqu'à son exécution, Place de la Révolution à Paris, le 17 juillet 1793.

## Fiche technique
- Titre : Charlotte Corday
- Réalisation : Henri Helman
- Scénario : Henri Helman et Odile Barski d'après On ne meurt qu'une fois : Charlotte Corday de Jean-Denis Bredin
- Photographie : Bernard Malaisy
- Pays d'origine : France
- Genre : historique
- Date de première diffusion : 2008

## Distribution
- Émilie Dequenne : Charlotte Corday
- Bernard Blancan : Jean-Paul Marat
- Thierry Gibault : Antoine Fouquier-Tinville
- Marc Fayet : Jacques-Bernard-Marie Montané
- Raphaël Personnaz : Camille Desmoulins
- Martine Gautier : Simone Évrard
- Jeanluc Epallle : Commissaire Guellard
- Christophe Laubion : Jean-Jacques Hauer
- Damien Ferrette : David
- Julien Tortora : Damien le coiffeur
- Éric Soubelet : Bizot
- Sébastien Bonnet : Louvet
- Céline Duhamel : Madame de Tournelle
- Franck Adrien : Maximilien de Robespierre